# Kim Chan
Kim Chan (Guangdong, 28 december 1917 – New York, 5 oktober 2008) was een Chinees/Amerikaans acteur.

## Biografie
Chan werd geboren in China waar zijn vader een restaurant bezat, hij emigreerde in 1928 met zijn vader en twee zussen naar Rhode Island en later naar New York. Hij stierf op 5 oktober 2008 in zijn woonplaats New York.

## Filmografie

### Films
Selectie:
- 2006 16 Blocks – als Sam
- 2005 The Honeymooners – als Quinn
- 2003 Shanghai Knights – als vader van Chon Wang
- 1998 Lethal Weapon 4 – als Benny Chan
- 1997 Kundun – als tweede Chinese generaal
- 1997 The Devil's Advocate – als Chinese man
- 1997 The Fifth Element – als mr. Kim
- 1990 Cadillac Man – als kok bij Dim Sum
- 1989 Second Sight – als eigenaar Chinese winkel
- 1986 No Mercy – als oude Chinese man
- 1986 Jumpin' Jack Flash – als Koreaanse bloemenverkoper
- 1986 Gung Ho – als directielid
- 1986 Nine 1/2 Weeks – als slager in Chinatown
- 1985 Desperately Seeking Susan – als landloper in park
- 1984 The Cotton Club – als Ling
- 1984 Moscow on the Hudson – als Chinese klant
- 1982 The King of Comedy – als Jonno
- 1970 The Owl and the Pussycat – als kassier in theater

### Televisieseries
Uitgezonderd eenmalige gastrollen.
- 1999 – 2000 Now and Again – als The Eggman – 4 afl.
- 1993 – 1997 Kung Fu: The Legend Continues – als Lo Si / Ping Hai – 51 afl.

- Library of Congress Control Number: no2006129493
- Virtual International Authority File: 63775631
- WorldCat: E39PBJtMtwQ9CwhYpdhT4rjt8C